# Polonia en los Juegos Paralímpicos de Nueva York y Stoke Mandeville 1984
Polonia estuvo representada en los Juegos Paralímpicos de Nueva York y Stoke Mandeville 1984 por un total de 34 deportistas, 25 hombres y nueve mujeres.

## Medallistas
El equipo paralímpico polaco obtuvo las siguientes medallas:
| Nombre                | Deporte      | Evento                           |
| --------------------- | ------------ | -------------------------------- |
| Oro                   |              |                                  |
| Małgorzata Zaleńska   | Atletismo    | 100 m B2 femenino                |
| Małgorzata Zaleńska   | Atletismo    | 800 m B2 femenino                |
| Zofia Mielech         | Atletismo    | Jabalina A6 femenino             |
| Zofia Mielech         | Atletismo    | Peso A6 femenino                 |
| Halina Woźniak        | Atletismo    | 1500 m B3 femenino               |
| Barbara Tomaszewska   | Atletismo    | Disco A1 femenino                |
| Krystyna Owczarczyk   | Atletismo    | Jabalina 2 femenino              |
| Jerzy Szlęzak         | Atletismo    | 400 m A5 masculino               |
| Jerzy Szlęzak         | Atletismo    | Salto de longitud A5 masculino   |
| Jerzy Szlęzak         | Atletismo    | Triple salto A5 masculino        |
| Kazimierz Suchocki    | Atletismo    | 100 m A4 masculino               |
| Kazimierz Suchocki    | Atletismo    | 400 m A4 masculino               |
| Jacek Kowalik         | Atletismo    | Jabalina 5 masculino             |
| Jacek Kowalik         | Atletismo    | Peso 5 masculino                 |
| Jan Buczak            | Atletismo    | Jabalina A9 masculino            |
| Andrzej Zmitrowicz    | Atletismo    | Peso A2 masculino                |
| Equipo                | Atletismo    | 4 × 400 m A4-9 masculino         |
| Ryszard Fornalczyk    | Halterofilia | –65 kg paraplejia masculino      |
| Ryszard Tomaszewski   | Halterofilia | –95 kg paraplejia masculino      |
| Małgorzata Adamik     | Natación     | 50 m libre 3 femenino            |
| Małgorzata Adamik     | Natación     | 200 m libre 3 femenino           |
| Małgorzata Adamik     | Natación     | 100 m estilos 3 femenino         |
| Małgorzata Kozłowska  | Natación     | 100 m mariposa 5 femenino        |
| Arkadiusz Pawłowski   | Natación     | 25 m mariposa 3 masculino        |
| Arkadiusz Pawłowski   | Natación     | 50 m braza 3 masculino           |
| Arkadiusz Pawłowski   | Natación     | 50 m libre 3 masculino           |
| Arkadiusz Pawłowski   | Natación     | 200 m libre 3 masculino          |
| Arkadiusz Pawłowski   | Natación     | 100 m estilos 3 masculino        |
| Bogdan Kozoń          | Natación     | 50 m braza A5 masculino          |
| Bogdan Kozoń          | Natación     | 50 m espalda A5 masculino        |
| Bogdan Kozoń          | Natación     | 50 m libre A5 masculino          |
| Bogdan Kozoń          | Natación     | 150 m estilos A5 masculino       |
| Marek Szpojnarowicz   | Natación     | 25 m mariposa 2 masculino        |
| Marek Szpojnarowicz   | Natación     | 50 m espalda 2 masculino         |
| Marek Szpojnarowicz   | Natación     | 100 m estilos 2 masculino        |
| Marek Szpojnarowicz   | Natación     | 200 m libre 2 masculino          |
| Krzysztof Ślęczka     | Natación     | 25 m braza 1C masculino          |
| Krzysztof Ślęczka     | Natación     | 25 m espalda 1C masculino        |
| Krzysztof Ślęczka     | Natación     | 75 m estilos 1C masculino        |
| Krzysztof Ślęczka     | Natación     | 100 m libre 1C masculino         |
| Jan Chryczyk          | Natación     | 100 m braza A2 masculino         |
| Jan Chryczyk          | Natación     | 200 m estilos A2 masculino       |
| Andrzej Wojciechowski | Natación     | 100 m libre A7 masculino         |
| Andrzej Wojciechowski | Natación     | 200 m estilos A7 masculino       |
| Mirosław Owczarek     | Natación     | 50 m espalda 3 masculino         |
| Equipo                | Natación     | 4 × 50 m libre 2-6 masculino     |
| Plata                 |              |                                  |
| Halina Woźniak        | Atletismo    | 400 m B3 femenino                |
| Halina Woźniak        | Atletismo    | 800 m B3 femenino                |
| Halina Woźniak        | Atletismo    | 3000 m B3 femenino               |
| Małgorzata Zaleńska   | Atletismo    | 400 m B2 femenino                |
| Małgorzata Zaleńska   | Atletismo    | 3000 m B2 femenino               |
| Lilia Harasimczuk     | Atletismo    | Disco 4 femenino                 |
| Lilia Harasimczuk     | Atletismo    | Peso 4 femenino                  |
| Barbara Tomaszewska   | Atletismo    | Jabalina A1 femenino             |
| Barbara Tomaszewska   | Atletismo    | Peso A1 femenino                 |
| Zofia Mielech         | Atletismo    | Disco A6 femenino                |
| Lilia Harasimczuk     | Atletismo    | Pentatlón 4 femenino             |
| Jerzy Szlęzak         | Atletismo    | 100 m A5 masculino               |
| Jerzy Szlęzak         | Atletismo    | Salto de altura A5 masculino     |
| Stanisław Mielczarek  | Atletismo    | Disco A3 masculino               |
| Stanisław Mielczarek  | Atletismo    | Jabalina A3 masculino            |
| Stefan Bidziński      | Atletismo    | Salto de altura B1 masculino     |
| Stefan Bidziński      | Atletismo    | Salto de longitud B1 masculino   |
| Ryszard Tomaszewski   | Atletismo    | Disco 2 masculino                |
| Jan Buczak            | Atletismo    | Peso A9 masculino                |
| Kazimierz Suchocki    | Atletismo    | Salto de altura A4 masculino     |
| Jan Krauz             | Atletismo    | Salto de longitud A6 masculino   |
| Equipo                | Atletismo    | 4 × 100 m A4-9 masculino         |
| Małgorzata Kozłowska  | Natación     | 100 m espalda 5 femenino         |
| Małgorzata Kozłowska  | Natación     | 100 m libre 5 femenino           |
| Małgorzata Kozłowska  | Natación     | 200 m estilos 5 femenino         |
| Małgorzata Adamik     | Natación     | 25 m mariposa 3 femenino         |
| Małgorzata Adamik     | Natación     | 50 m espalda 3 femenino          |
| Mirosław Owczarek     | Natación     | 25 m mariposa 3 masculino        |
| Mirosław Owczarek     | Natación     | 50 m libre 3 masculino           |
| Mirosław Owczarek     | Natación     | 200 m libre 3 masculino          |
| Tadeusz Zabrzeski     | Natación     | 25 m braza 1B masculino          |
| Tadeusz Zabrzeski     | Natación     | 100 m libre 1B masculino         |
| Andrzej Jezierski     | Natación     | 100 m braza 6 masculino          |
| Andrzej Jezierski     | Natación     | 200 m estilos 6 masculino        |
| Krzysztof Ślęczka     | Natación     | 25 m libre 1C masculino          |
| Grzegorz Biela        | Natación     | 100 m braza A4 masculino         |
| Andrzej Wojciechowski | Natación     | 100 m espalda A7 masculino       |
| Jan Chryczyk          | Natación     | 100 m mariposa A2 masculino      |
| Equipo                | Natación     | 3 × 50 m estilos 2-4 masculino   |
| Bronce                |              |                                  |
| Lilia Harasimczuk     | Atletismo    | 100 m 4 femenino                 |
| Lilia Harasimczuk     | Atletismo    | Jabalina 4 femenino              |
| Małgorzata Zaleńska   | Atletismo    | 1500 m B2 femenino               |
| Krystyna Owczarczyk   | Atletismo    | Disco 2 femenino                 |
| Zofia Mielech         | Atletismo    | Salto de longitud A6 femenino    |
| Stefan Bidziński      | Atletismo    | 100 m B1 masculino               |
| Jacek Kowalik         | Atletismo    | Disco 5 masculino                |
| Andrzej Zmitrowicz    | Atletismo    | Disco A2 masculino               |
| Jan Buczak            | Atletismo    | Disco A9 masculino               |
| Ryszard Tomaszewski   | Atletismo    | Peso 2 masculino                 |
| Kazimierz Suchocki    | Atletismo    | Salto de longitud A4 masculino   |
| Paweł Janowicz        | Atletismo    | Triple salto B3 masculino        |
| Zbigniew Duzikowski   | Atletismo    | Pentatlón B2 masculino           |
| Janusz Kozak          | Natación     | 100 m braza A8 masculino         |
| Janusz Kozak          | Natación     | 100 m espalda A8 masculino       |
| Janusz Kozak          | Natación     | 100 m mariposa A8 masculino      |
| Janusz Kozak          | Natación     | 200 m estilos A8 masculino       |
| Tadeusz Zabrzeski     | Natación     | 75 m estilos 1B masculino        |
| Marek Węgrzyn         | Natación     | 100 m braza 6 masculino          |
| Jan Chryczyk          | Natación     | 400 m libre A2 masculino         |
| Equipo                | Natación     | 4 × 100 m estilos 1A-6 masculino |